# Случково
Случково — деревня в Гороховецком районе Владимирской области России, входит в состав Куприяновского сельского поселения.

## География
Деревня расположена в 9 км на юг от центра поселения деревни Выезд и в 13 км на юг от Гороховца, близ железнодорожной линии Ковров — Нижний Новгород.

## История
По переписным книгам 1678 года деревня входила в состав Куплинского прихода, в ней было 14 дворов.
В XIX — первой четверти XX века деревня входила в состав Красносельской волости Гороховецкого уезда, с 1926 года — в составе Гороховецкой волости Вязниковского уезда. В 1859 году в деревне числилось 28 дворов, в 1905 году — 27 дворов, в 1926 году — 29 дворов.
С 1929 года деревня входила в состав Малиновского сельсовета Гороховецкого района, с 1940 года — в составе Куприяновского сельсовета, с 2005 года в составе Куприяновского сельского поселения.

## Население
| 1859 | 1905 | 1926 | 2002 | 2010 | 2021 |
| ---- | ---- | ---- | ---- | ---- | ---- |
| 209  | ↘202 | ↘115 | ↘0   | ↗1   | →1   |